# ハリー・ベレスフォード
ハリー・ベレスフォード（Harry Beresford、1863年11月4日 - 1944年10月4日）は、イギリスの俳優。

## 主な出演作品
- 蹴球王 The Quarterback (1926年)
- 赤新聞 Scandal Sheet (1931年)
- 電話の復讐 The Secret Call (1931年)
- スーキイ Sooky (1931年)
- 流行の王様 Fashions of 1934 (1934年)
- 美しき野獣 Klondike Annie (1936年)
- 就職戦術 The Go Getter (1937年)
- レディではなかった奥様 She's No Lady (1937年)